# Tobias Rapp
Tobias Rapp (* 1971) ist ein deutscher Journalist.

## Leben
Rapp wuchs in Bremen auf und besuchte eine Waldorfschule. Er verweigerte den Wehrdienst und gab 2023 an, er würde dies nach dem russischen Überfall auf die Ukraine heute nicht mehr tun. Nach einem Studium der Komparatistik arbeitete er als DJ und als Musikredakteur der Wochenzeitung Jungle World, deren Mitherausgeber er weiterhin ist. Später wechselte er in gleicher Funktion zur tageszeitung und schließlich zum Spiegel.

## Veröffentlichungen
- Tobias Rapp: Lost and Sound – Berlin, Techno und der Easyjetset. Suhrkamp, Frankfurt am Main 2009, ISBN 978-3-518-46044-3.